# Phillip Island Trophy 2021
Phillip Island Trophy 2021 là một giải quần vợt trong WTA Tour 2021 thi đấu trên mặt sân cứng ngoài trời ở Melbourne, Úc. Giải đấu diễn ra cùng địa điểm với Giải quần vợt Úc Mở rộng 2021, do các giải đấu khác ở Úc bị hủy vì đại dịch COVID-19. Giải đấu diễn ra đồng thời với tuần thứ hai của Giải quần vợt Úc Mở rộng 2021.

## Điểm và tiền thưởng

### Phân phối điểm
| Sự kiện | VĐ  | CK  | BK  | TK | Vòng 1/16 | Vòng 1/32 | Vòng 1/64 | Q  | Q1 |
| Đơn     | 280 | 180 | 110 | 60 | 30        | 16        | 1         | 12 | 1  |
| Đôi     | 280 | 180 | 110 | 60 | 30        | 1         | —         | —  | —  |

### Tiền thưởng
| Sự kiện | VĐ      | CK      | BK      | TK     | Vòng 1/16 | Vòng 1/32 | Vòng 1/64 | Q1     |
| Đơn     | $28,500 | $20,850 | $11,100 | $5,250 | $2,700    | $1,900    | $1,400    | $1,211 |
| Đôi*    | $8,000  | $5,000  | $3,000  | $1,500 | $1,300    | $1,000    | —         | —      |

*mỗi đội

## Nội dung đơn

### Hạt giống
| Quốc gia | Tay vợt                  | Xếp hạnga | Hạt giống |
| -------- | ------------------------ | --------- | --------- |
| USA      | Sofia Kenin              | 4         | 1         |
| CAN      | Bianca Andreescu         | 9         | 2         |
| GBR      | Johanna Konta            | 15        | 3         |
| CRO      | Petra Martić             | 19        | 4         |
| CHN      | Wang Qiang               | 34        | 5         |
| CHN      | Zhang Shuai              | 35        | 6         |
| RUS      | Anastasia Pavlyuchenkova | 39        | 7         |
| USA      | Danielle Collins         | 40        | 8         |
| USA      | Sloane Stephens          | 41        | 9         |
| FRA      | Caroline Garcia          | 43        | 10        |
| CHN      | Zheng Saisai             | 44        | 11        |
| ARG      | Nadia Podoroska          | 45        | 12        |
| CZE      | Marie Bouzková           | 50        | 13        |
| LAT      | Anastasija Sevastova     | 53        | 14        |
| FRA      | Alizé Cornet             | 54        | 15        |
| SWE      | Rebecca Peterson         | 55        | 16        |

a Bảng xếp hạng vào ngày 8 tháng 2 năm 2021

### Vận động viên khác
Đặc cách:
- Destanee Aiava
- Bianca Andreescu
- Kimberly Birrell
- Olivia Gadecki
- Sofia Kenin

Bảo toàn thứ hạng:
- Katie Boulter
- Zhu Lin

Vượt qua vòng loại:
- Mona Barthel
- Mihaela Buzărnescu
- Lizette Cabrera
- Francesca Jones
- Varvara Lepchenko
- Rebecca Marino
- Ankita Raina
- Kamilla Rakhimova

Thua cuộc may mắn:
- Gabriella Da Silva-Fick
- Monica Niculescu
- Lesia Tsurenko

### Rút lui
Trước giải đấu
- Ekaterina Alexandrova → thay thế bởi  Lesia Tsurenko
- Amanda Anisimova → thay thế bởi  Ajla Tomljanović
- Catherine Bellis → thay thế bởi  Daria Kasatkina
- Belinda Bencic → thay thế bởi  Nao Hibino
- Jennifer Brady → thay thế bởi  Zhu Lin
- Fiona Ferro → thay thế bởi  Lauren Davis
- Coco Gauff → thay thế bởi  Danka Kovinić
- Polona Hercog → thay thế bởi  Irina-Camelia Begu
- Madison Keys → thay thế bởi  Anna Blinkova
- Johanna Konta → thay thế bởi  Gabriella Da Silva-Fick
- Veronika Kudermetova → thay thế bởi  Zarina Diyas
- Svetlana Kuznetsova → thay thế bởi  Christina McHale
- Ons Jabeur → thay thế bởi  Madison Brengle
- Magda Linette → thay thế bởi  Misaki Doi
- Elise Mertens → thay thế bởi  Katie Boulter
- Kristina Mladenovic → thay thế bởi  Aliaksandra Sasnovich
- Garbiñe Muguruza → thay thế bởi  Ana Bogdan
- Jeļena Ostapenko → thay thế bởi  Varvara Gracheva
- Yulia Putintseva → thay thế bởi  Wang Yafan
- Alison Riske → thay thế bởi  Anastasia Potapova
- Elena Rybakina → thay thế bởi  Andrea Petkovic
- Laura Siegemund → thay thế bởi  Greet Minnen
- Barbora Strýcová → thay thế bởi  Tímea Babos
- Iga Świątek → thay thế bởi  Liudmila Samsonova
- Donna Vekić → thay thế bởi  Maddison Inglis
- Markéta Vondroušová → thay thế bởi  Sara Errani
- Heather Watson → thay thế bởi  Elisabetta Cocciaretto
- Dayana Yastremska → thay thế bởi  Sara Sorribes Tormo
- Zhang Shuai → thay thế bởi  Monica Niculescu

Trong giải đấu
- Sara Sorribes Tormo

### Bỏ cuộc
- Zarina Diyas
- Danka Kovinić
- Patricia Maria Țig

## Nội dung đôi

### Hạt giống
| Quốc gia | Tay vợt             | Quốc gia | Tay vợt            | Xếp hạngb | Hạt giống |
| -------- | ------------------- | -------- | ------------------ | --------- | --------- |
| TPE      | Chan Hao-ching      | TPE      | Latisha Chan       | 32        | 1         |
| ROU      | Monica Niculescu    | CHN      | Yang Zhaoxuan      | 108       | 2         |
| USA      | Kaitlyn Christian   | USA      | Sabrina Santamaria | 132       | 3         |
| ROU      | Andreea Mitu        | ROU      | Raluca Olaru       | 138       | 4         |
| GEO      | Oksana Kalashnikova | SWE      | Cornelia Lister    | 143       | 5         |
| BEL      | Kirsten Flipkens    | BEL      | Greet Minnen       | 145       | 6         |
| JPN      | Makoto Ninomiya     | CHN      | Wang Yafan         | 147       | 7         |
| JPN      | Misaki Doi          | JPN      | Nao Hibino         | 151       | 8         |

b Bảng xếp hạng vào ngày 8 tháng 2 năm 2021.

### Vận động viên khác
Đặc cách:
- Destanee Aiava /  Charlotte Kempenaers-Pocz

### Rút lui
Trong giải đấu
- Kimberly Birrell /  Olivia Gadecki
- Misaki Doi /  Nao Hibino
- Marie Bouzková /  Sara Sorribes Tormo

## Nhà vô địch

### Đơn
- Daria Kasatkina đánh bại  Marie Bouzková 4–6, 6–2, 6–2

### Đôi
- Ankita Raina /  Kamilla Rakhimova đánh bại  Anna Blinkova /  Anastasia Potapova 2–6, 6–4, [10–7]